# Josep Maria Andreu
Josep Maria Andreu i Forns (Barcelona, 27 de noviembre de 1920 - Ibídem, 21 de marzo de 2014) fue un poeta y compositor español de textos para canciones de diversos artistas del movimiento de la Nova Cançó y de la canción popular posterior en lengua catalana, uno de sus autores fundamentales en colaboración con el músico Lleó Borrell.

## Trayectoria literaria
Josep Maria Andreu se dio a conocer literariamente como poeta, para después dedicarse a escribir canciones, escribió cerca de 450 textos, entre canciones originales y adaptaciones. 
En 1957, publicó su primer libro de poemas Per entrar al regne. En 1959 ganó el Premio Carles Riba con Intento el poema, publicado en 1960. Su poesía es elaborada y clara, entre el simbolismo y la cotidianidad, como se puede apreciar en Poemes i cançons (1957-1992) que edita Columna en 1993, con prólogo de Joan Perucho.
En 1960, Josep Maria Andreu entró en contacto con Lluís Serrahima, gran impulsor de la canción en catalán, y decidió participar en enriquecer ese ámbito artístico musical con su rigor a la hora de componer, dotado de una gran capacidad de composición y muy en sintonía con la música ligera que envuelve la Nova Cançó.
Grau Carol fue el primer intérprete que cantó temas de Andreu (L'astronauta, L'home del temps), le seguirían Hermanas Ros, Glòria, Miquel Cors, Salvador Escamilla, Magda, Dova, Eulàlia, Maria Cinta, Francisco Heredero, Mercè Madolell, Jacinta, Ramon Calduch, entre otros.
Destacó especialmente su colaboración como autor junto a la música compuesta por el maestro Lleó Borrell, de ambos compositores salieron temas firmados conjuntamente, letra y música, algunos de ellos por encargo de algunos artistas. Temas conjuntos como Si un dia sóc terra, Anirem tots cap al cel o Se'n va anar, tema que, interpretado por Raimon y por Salomé, ganó el Festival de la Canción Mediterránea en 1963, con gran éxito popular. 
También destacaron las colaboraciones de Josep Maria Andreu con Lluís Llach, quien participó junto a Dolors Laffitte en el mismo festival que Raimon con el tema A cara o creu, también con música de Borrell. Llach además puso música a dos poemas de Andreu Temps i temps –canción recuperada en su CD Poetes- y Cels trencats, en un disco de 45 rpm.
En las últimas décadas, Josep Maria Andreu colaboró con el músico mallorquín Antoni Parera Fons, en dos discos con las voces líricas de Josep Carreras (el tema Et portaré una rosa en 1987) y Montserrat Caballé (Somnis i records en 1992). Además fue adaptador de temas internacionales en otras lenguas (franceses, italianos, norteamericanos), muchos grabados por Núria Feliu, a quien brindó casi la mitad de su producción.
En 2005 se le rindió homenaje en un acto organizado por la SGAE en Barcelona y en 2006 recibió el Premio Cruz de San Jorge de la Generalidad de Cataluña.

## Obras
- Per entrar en el regne (1957)
- Intento el poema (1960)
- Poemes i cançons (1957-1992) (1993)